# Johannes Nilsson (bonadsmålare)

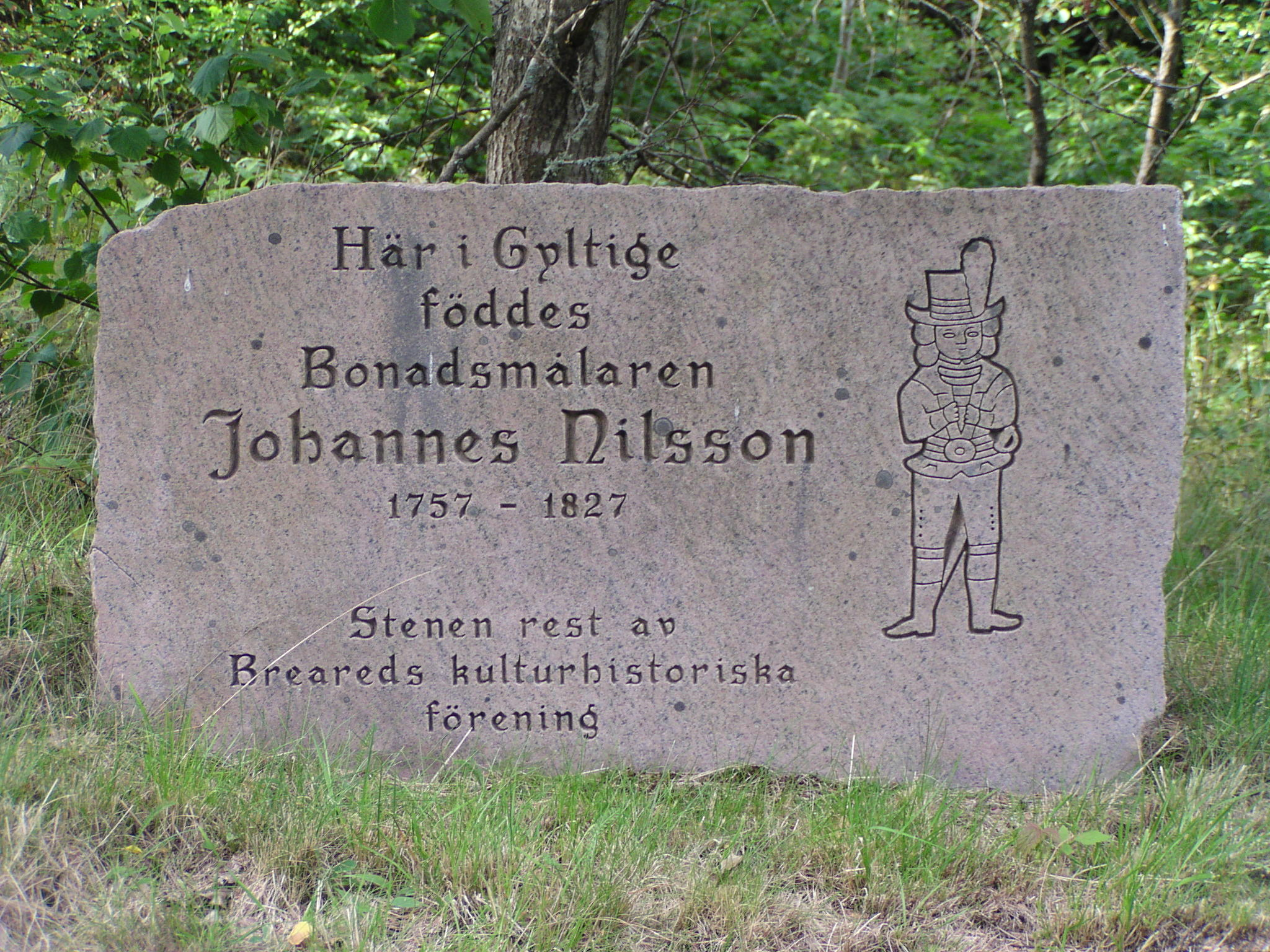
Minnessten vid Gyltige över Johannes Nilsson rest av Breareds kulturhistoriska förening, avtäckt 1991-06-09

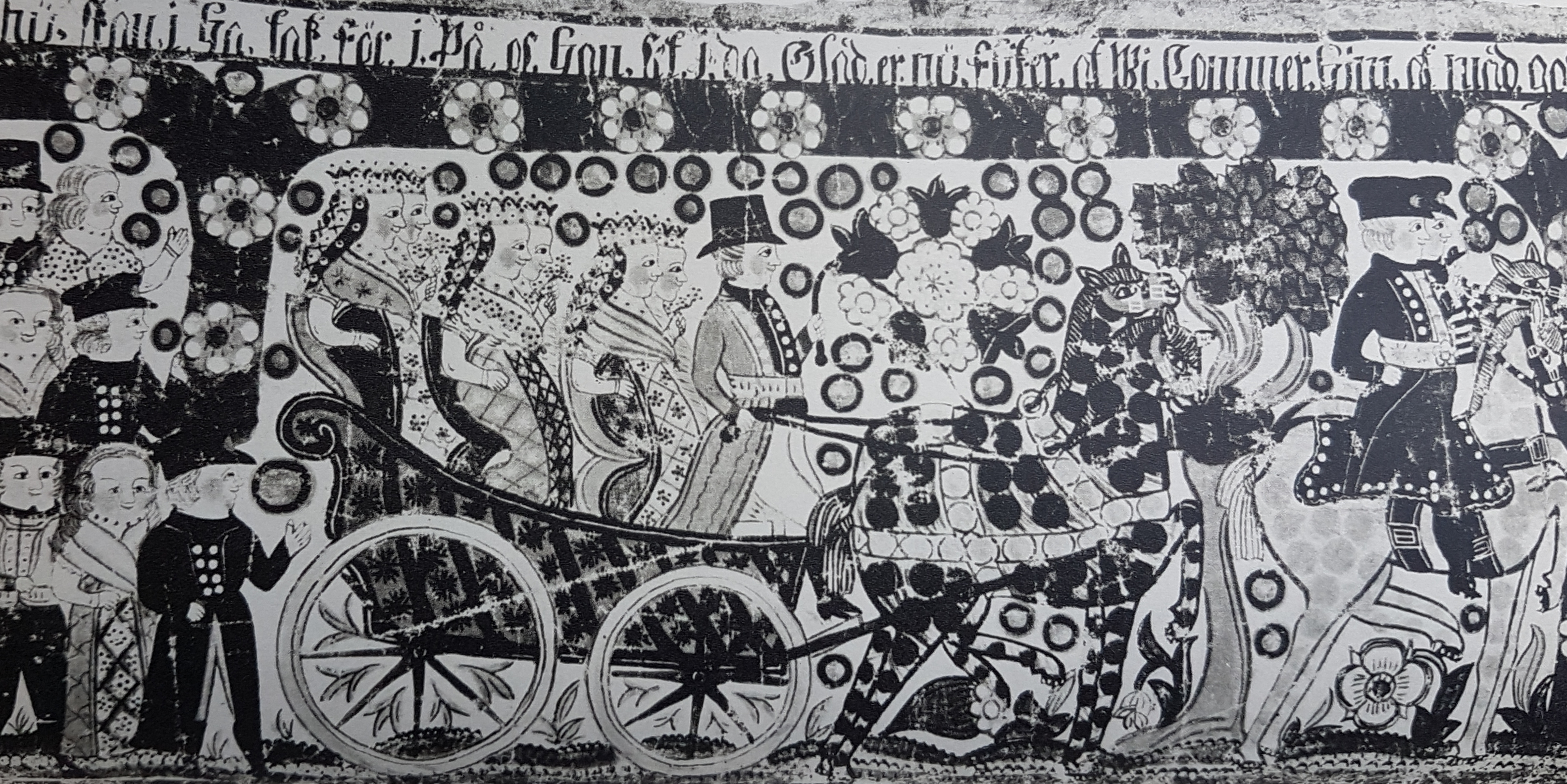
Detaljbild av bonaden Bröllopståg skapad av Johannes Nilsson

Johannes Nilsson, född 11 september 1757 i Gyltige, Breareds socken, Halland, död 19 maj 1827 i Håralt, Breareds socken, var huvudsakligen bonadsmålare och större delen av sitt liv bosatt i Gyltige by i Breareds socken i Halland på gränsen mot Småland (i nuvarande Simlångsdalen). Johannes gifte sig aldrig, vilket bland annat kan ha berott på att han var drabbad av epileptisk sjukdom.

## Forskningsbakgrund
Johannes Nilsson kallades efter sin död länge bara för "Gyltigemålaren" utan att hans identitet stod klar. Hans namn var sålunda i stort sett glömt under nästan 100 år innan Sigurd Erixon, Nils Strömbom och Albert Sandklef under 1920-talet påbörjade efterforskningar om hans verk och insatser och identifierade honom till namn. (Dessförinnan hade Per Gustaf Wistrand 1911 uppmärksammat kvaliteten på brearedsbonaderna eller gyltigemålningarna utan att identifiera målaren.)

## Johannes Nilssons verksamhet och av honom påverkat bonadsmåleri i sydligare delar av Halland och Småland
Johannes Nilsson har i forskning om sydsvenskt bonadsmåleri lyfts fram som en av de allra skickligaste av de sydsvenska bonadsmålarna. Hans målningar från 1700-talet skiljer sig mycket från hans tätare och kraftigare måleri från 1800-talet och man trodde tidigare att hans verk härrörde från två olika konstnärer.
Johannes verksamhet var som intensivast 1790-1826. Han var skicklig i utformningen av målningarna och han hade ett stort intresse för bibliska motiv. Som exempel kan nämnas "Nattvarden" (1806-10) med Jakobs dröm, Nattvarden och Elie himmelsfärd, "Brölloppet i Kana" (1814), "Kristi förklaring" (1797, 1814), "Konungarnas färd och tillbedjan och De tio jungfrurna" (1785, 1808), "Syndafallet" (1821-27). Hans bonader har beskrivits som omfattande en utveckling från mustig folklighet till en varm och innerlig religiositet men också till en ytlig världslighet. Hans storhet bestod bland annat i den omsorgsfulla motivbehandligen.
I trakten av södra Halland och södra Småland fanns flera bonadsmålare som Johannes Nilsson träffade, umgicks med och inspirerades av. Unnaryd, strax norr om Gyltige by, var också en av de viktigaste platserna för bonadsmåleriet i Småland. 
I socknen talades det om två bonadsmålare från Gyltige - "den äldre" och "den yngre" utan definierat samband mellan dessa. Forskning har klarlagt att det handlade om far och son där Johannes Nilsson var sonen. Fadern var Nils Svensson (1727-1802) och kom från Måsslunda by i Vrå socken, Sunnerbo härad, till Gyltige by. Nils Svensson gifte sig 1755 med Britta Jönsdotter från Gyltige. Nils Svenssons verksamhet som bonadsmålare torde dock varit begränsad och det egentliga "gyltigemåleriet" kan till allra största delen tillskrivas "den yngre" Johannes Nilsson. 

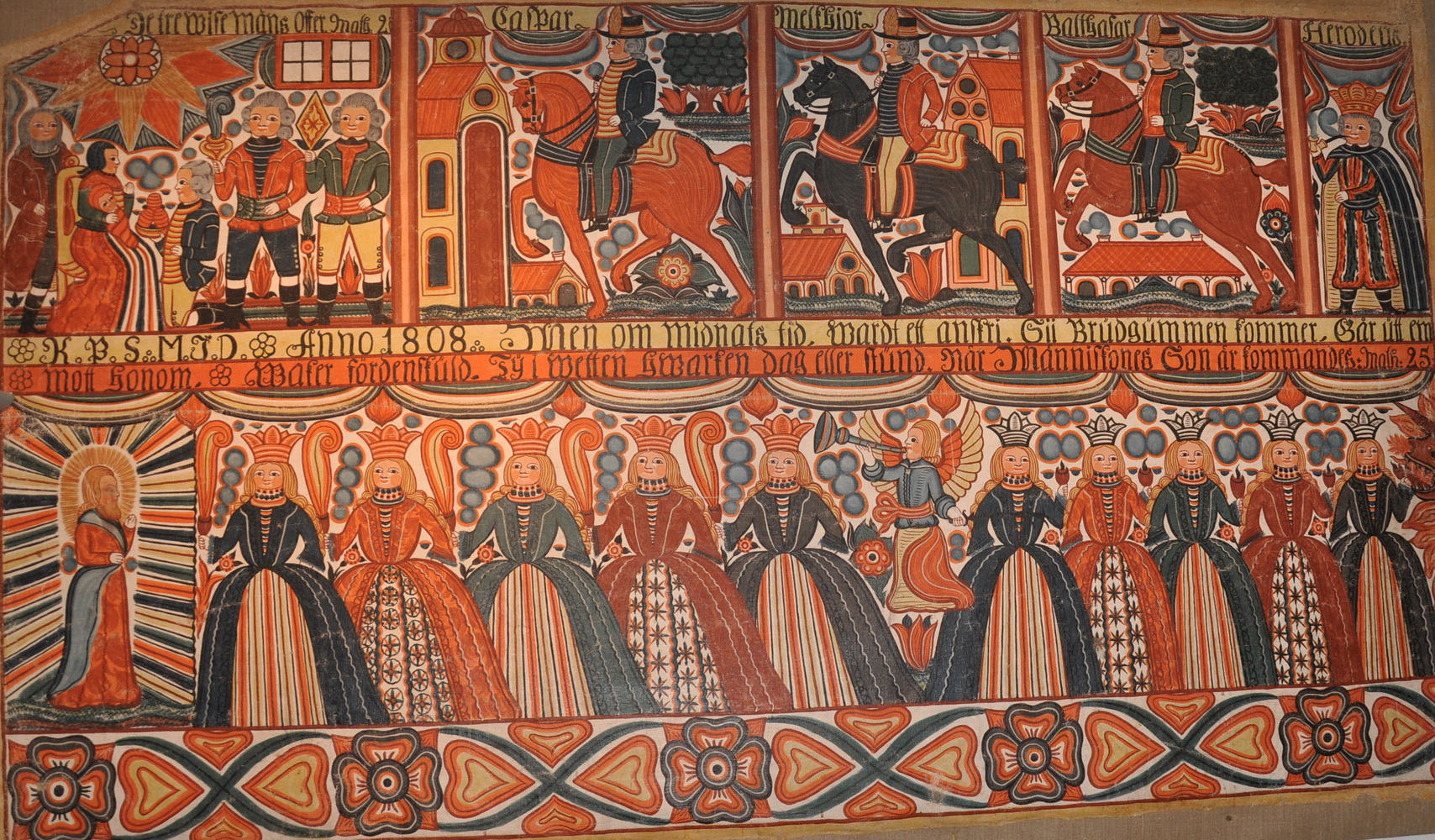
Bonad av Johannes Nilsson från 1808: Jesu födelse; De tre vise männen och Herodes; De kloka och de fåvitska jungfrurna

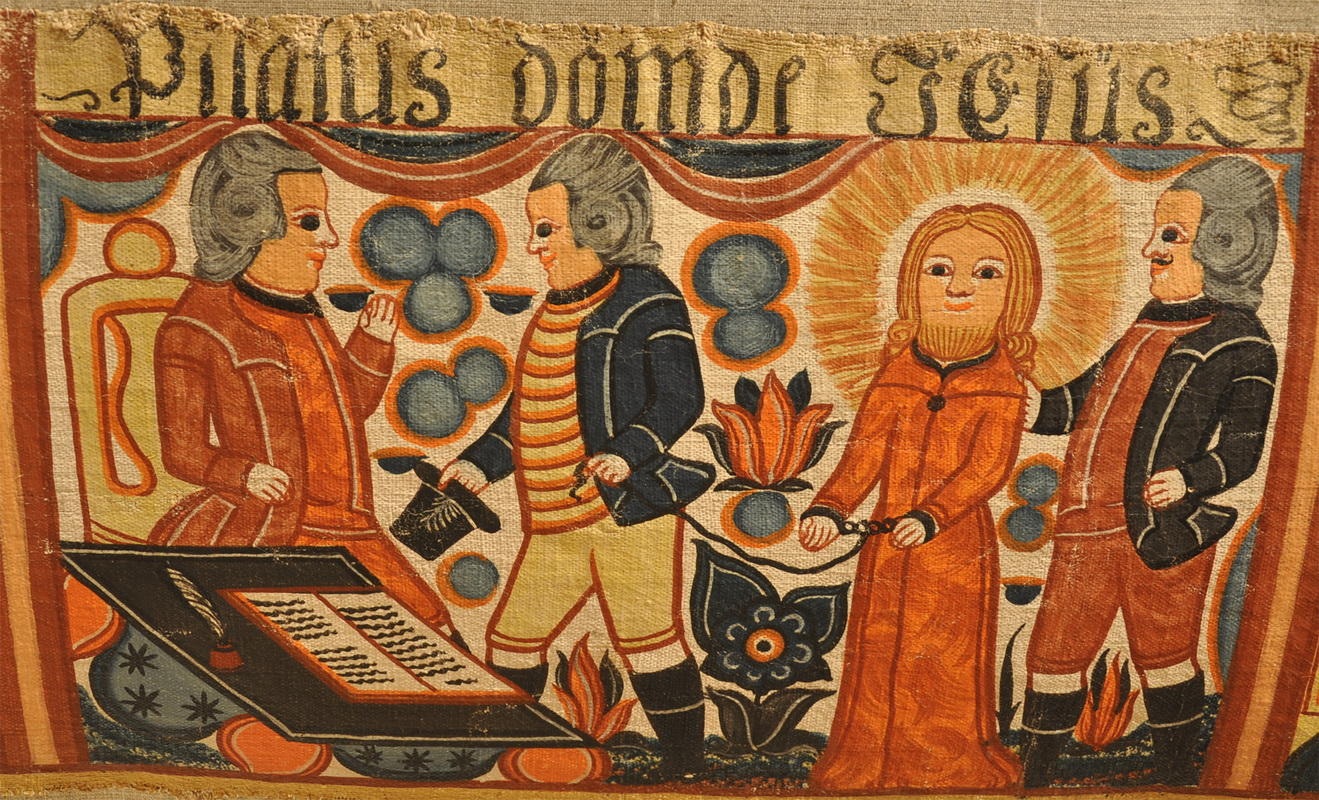
Detalj av bonad av Johannes Nilsson: Pilatus dömde Jesus

Samtidigt torde andra målare periodvis ha vistats i Johannes målarverkstad, vilket ytterligare kan ha förstärkt benämningen "gyltigemålarna" (i pluralform). Bland dessa besökande målare kan nämnas Anders Pålsson (1781-1849) från Liarna i Trönninge söder om Halmstad samt Per Svensson (1787-1862) från Duvhult i Femsjö socken, där speciellt Anders Pålsson, men kanske också Per Svensson, kunnat karakteriseras som elev eller lärling till Johannes Nilsson. 
Här kan också Nils Lindberg (1719-1788) omnämnas, då denne dels synts ha haft viss hjälp i sin verksamhet av Nils Svensson, dels var lärare till Johannes Nilsson.
Ytterligare en bonadsmålare bör nämnas i detta sammanhang, då han tidigare ibland förväxlades med Johannes Nilsson, nämligen folkskolläraren Johannes Magnus Dahlgren (1808-1846), som inspirerades av Johannes Nilssons verk. Dahlgren bodde och verkade i Breareds socken, dock inte i Gyltige by, och hans verksamhet ligger senare i tiden än Johannes.

## Museer med Johannes Nilssons bonadsmålningar
Idag finns omkring 250 av Johannes Nilssons bonader eller bonadsfragment bevarade baserade på ca olika 70 motiv (delmotiv oräknade). Hans verk finns idag magasinerade bland annat vid Göteborgs stadsmuseum, Hallands Konstmuseum, Kulturen i Lund, Nordiska museet i Stockholm, museet i Varberg och vid Bonadsmuseet i Unnaryd. Museet i Unnaryd är Sveriges enda separata museum för det sydsvenska bonadsmåleriet med verk av flera bonadsmålare från 1700- och 1800-talen. 
Bilder av två bonadsmålningar från Unnaryds bonadsmuseum visas till höger. Målningen med Jesu födelse innehåller följande text: "De tre wise mäns offer. Math. 2 / Caspar. / Melkhior. / Balthasar. / Herodeus. / K.P.S.M.I.D. / Anno 1808. / Men om midnats tid, wardt ett anskri. Sii brudgummen kommer, Går utt em mott honom. / Waker fördenskuld. Ty i wetten hwarken dag eller stund. När människones son är kommandes: Math: 25".